# Cerkiew Narodzenia Przenajświętszej Bogurodzicy w Chotyńcu
Cerkiew Narodzenia Przenajświętszej Bogurodzicy w Chotyńcu – drewniana greckokatolicka cerkiew parafialna, znajdująca się w Chotyńcu, zbudowana w 1615.
W 2013 roku została wpisana na Listę Światowego Dziedzictwa UNESCO wraz z innymi drewnianymi cerkwiami w Polsce i na Ukrainie. Włączona do podkarpackiego Szlaku Architektury Drewnianej.

## Historia
Pierwsza zachowana w dokumentach wzmianka o budowli pochodzi z 1671.
Cerkiew ta jest jedną z nielicznych czynnych świątyń greckokatolickich w Polsce, które szczęśliwie przetrwały wojnę i powojenną likwidację związaną z akcjami deportacyjnymi. Pierwotnie mogła to być budowla trójdzielna z dwiema lub trzema kopułami na tamburach. Nad babińcem znajdowała się kaplica pw. Zwiastowania z zewnętrznymi galeriami. Cerkiew wielokrotnie poddawana była remontom i istotnym przekształceniom m.in. w 1733, 1858 i 1925. Po wysiedleniach 1947 roku została zamknięta, a następnie przekazana kościołowi rzymskokatolickiemu. W latach 80. XX wieku zamknięto ją ponownie, ze względu na zły stan techniczny. W 1990 świątynia przejęta została przez pierwotnego właściciela – kościół greckokatolicki. Wtedy stała się świątynią odrodzonej parafii greckokatolickiej. W latach 1991–1994 dokonano kompleksowej renowacji obiektu, głównie siłami miejscowych parafian.
Cerkiew wyróżnia się oryginalną, bardzo harmonijną bryłą. Jest to budowla jednonawowa, czwórdzielna, wykonana całkowicie z drewna, o konstrukcji zrębowej. W podziale wewnętrznym wyróżnia się prezbiterium, nawę, babiniec i przedsionek. Prezbiterium, nawa i babiniec nakryte są kopułami na ośmiobocznych bębnach, a przedsionek dwuspadowym dachem. Babiniec ma trzy kondygnacje, zaś prezbiterium dwie. Boczne ściany drugiej kondygnacji babińca tworzą galeryjki arkadowe. Pod okapem dolnej kondygnacji znajdują się soboty. Drewniana dzwonnica z XVII wieku została przeniesiona w 1993 ze wsi Torki koło Medyki. Oryginalna dzwonnica zniszczona została podczas I wojny światowej.
We wnętrzu zachowała się polichromia figuralno-ornamentalna z 1735 i 1772 ze szczególnie interesującym malowidłem Sąd Ostateczny na południowej ścianie nawy. Po latach zaniedbania wyposażenie jest niekompletne, ale zachował się odnowiony ostatnio ikonostas, zapewne z 1671, w którym umieszczono cudowną ikonę Matki Boskiej. Inna ikona przedstawia świętego Mikołaja.

## Galeria

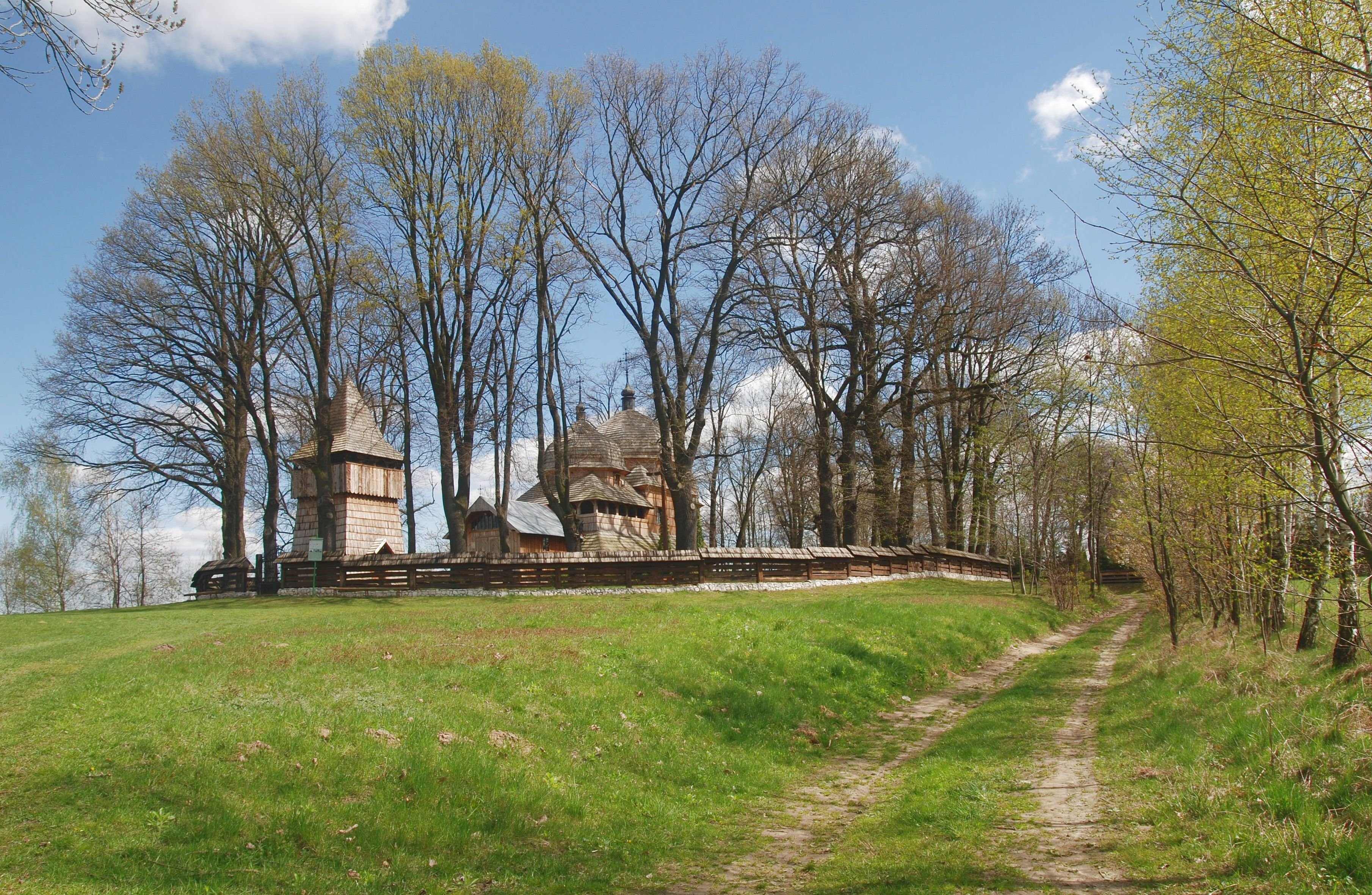
Widok ogólny
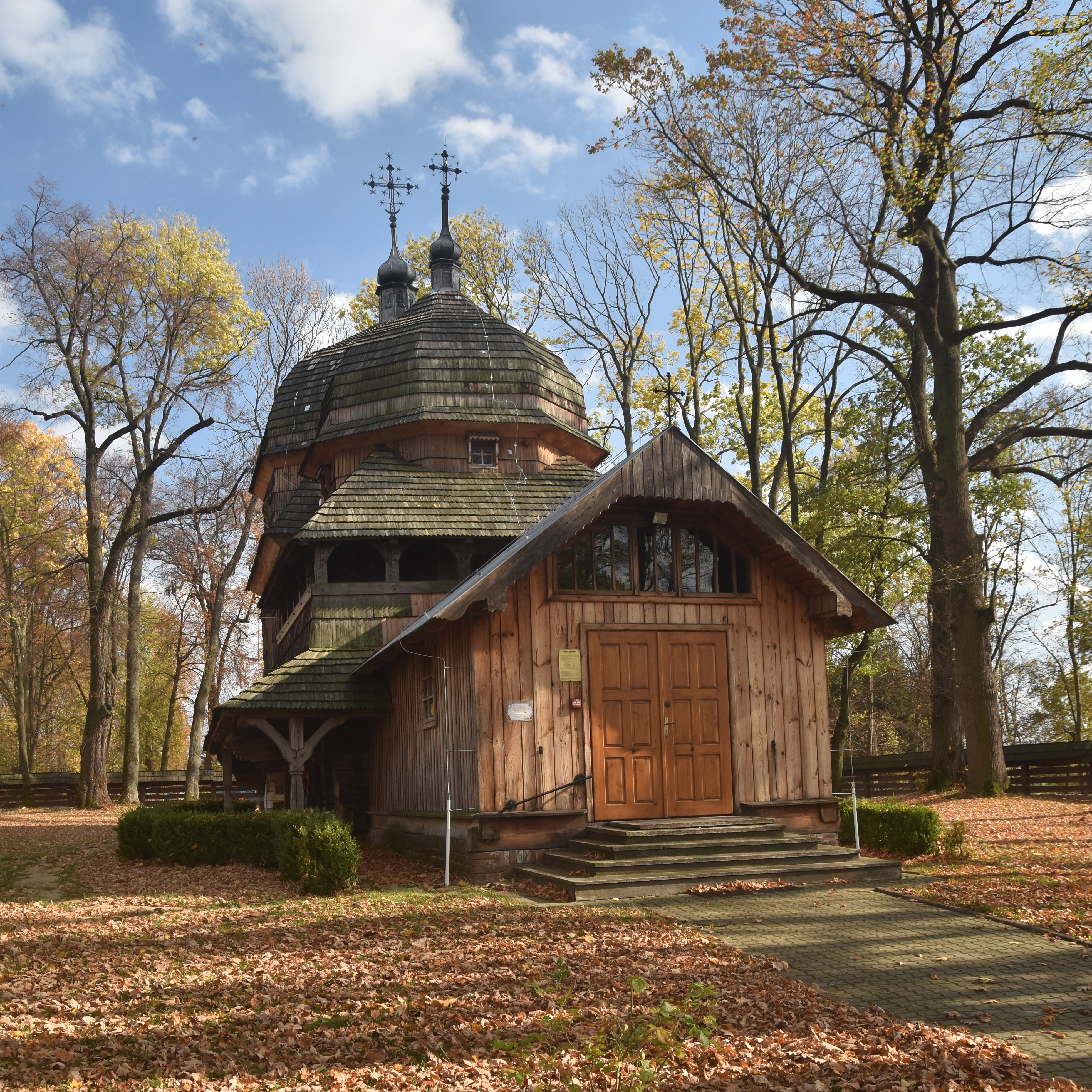
Cerkiew od frontu
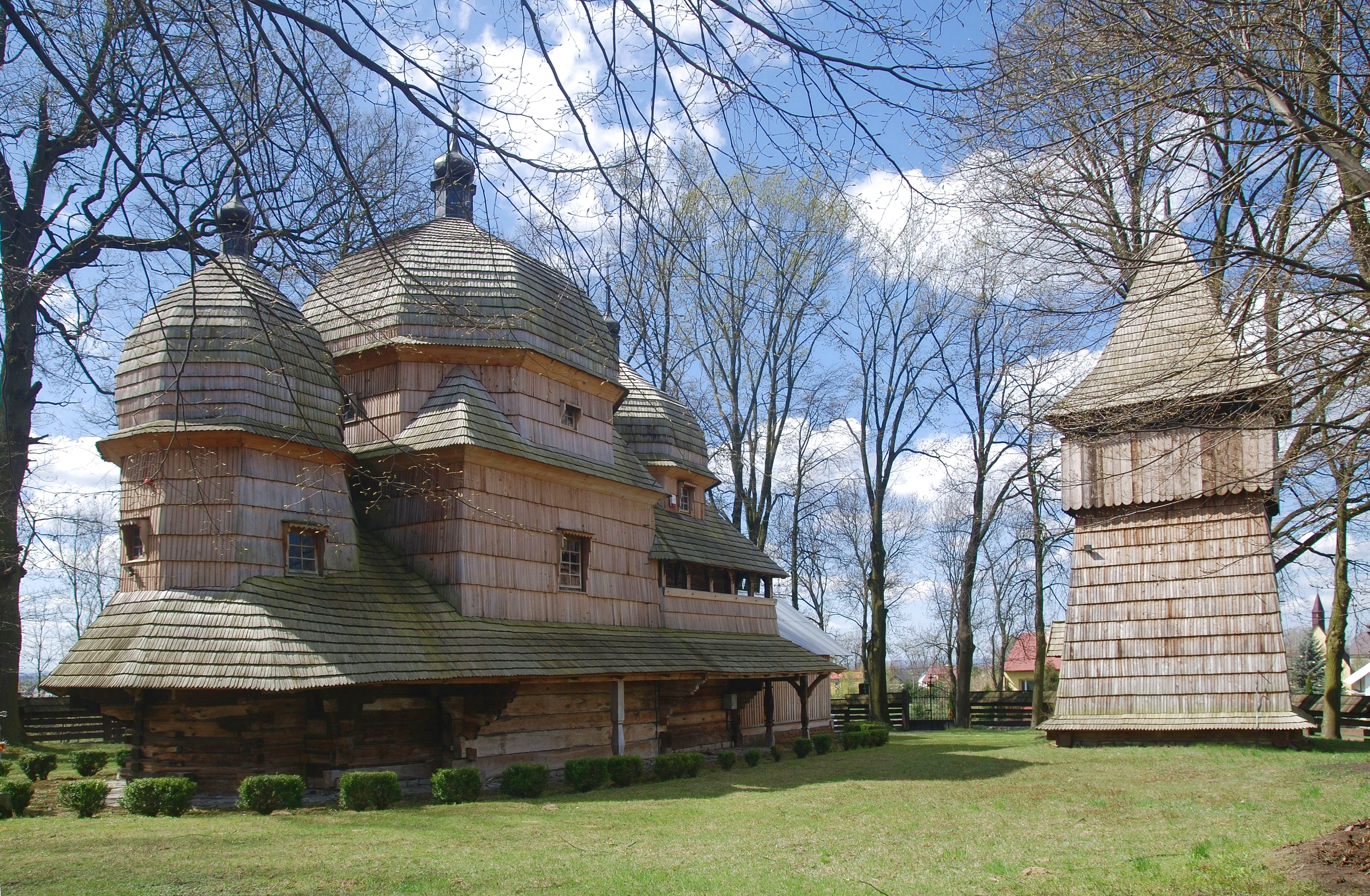
Od północy
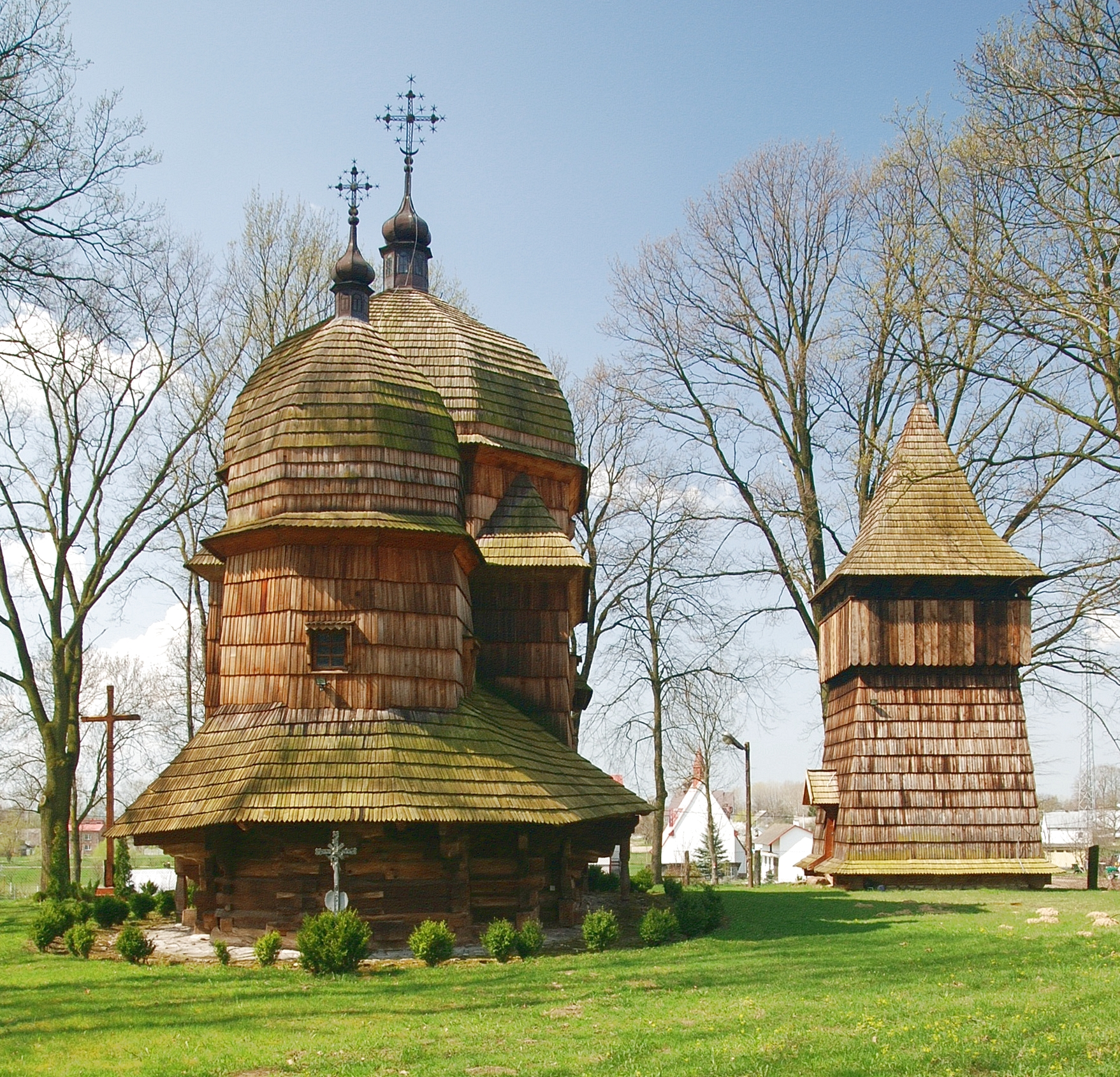
Od wschodu
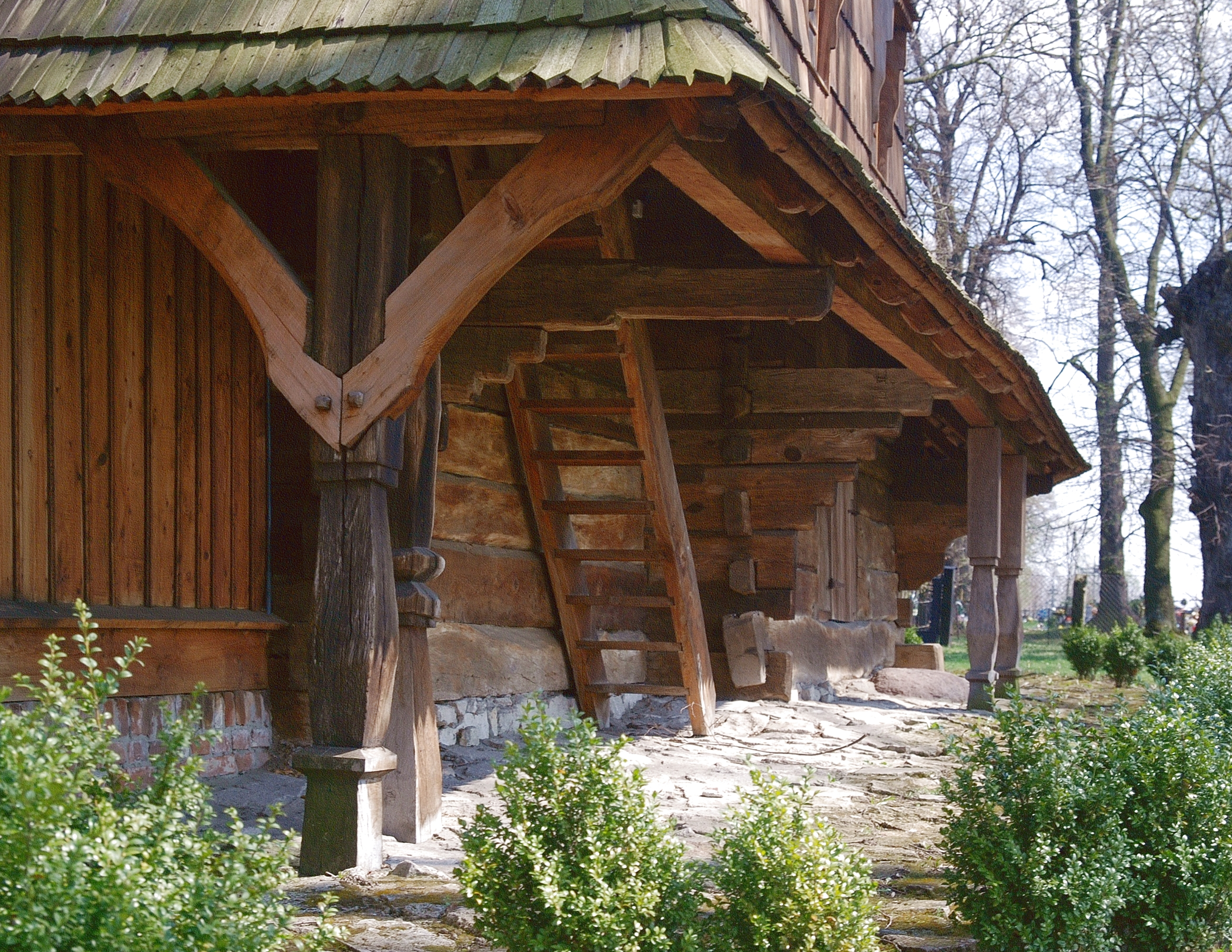
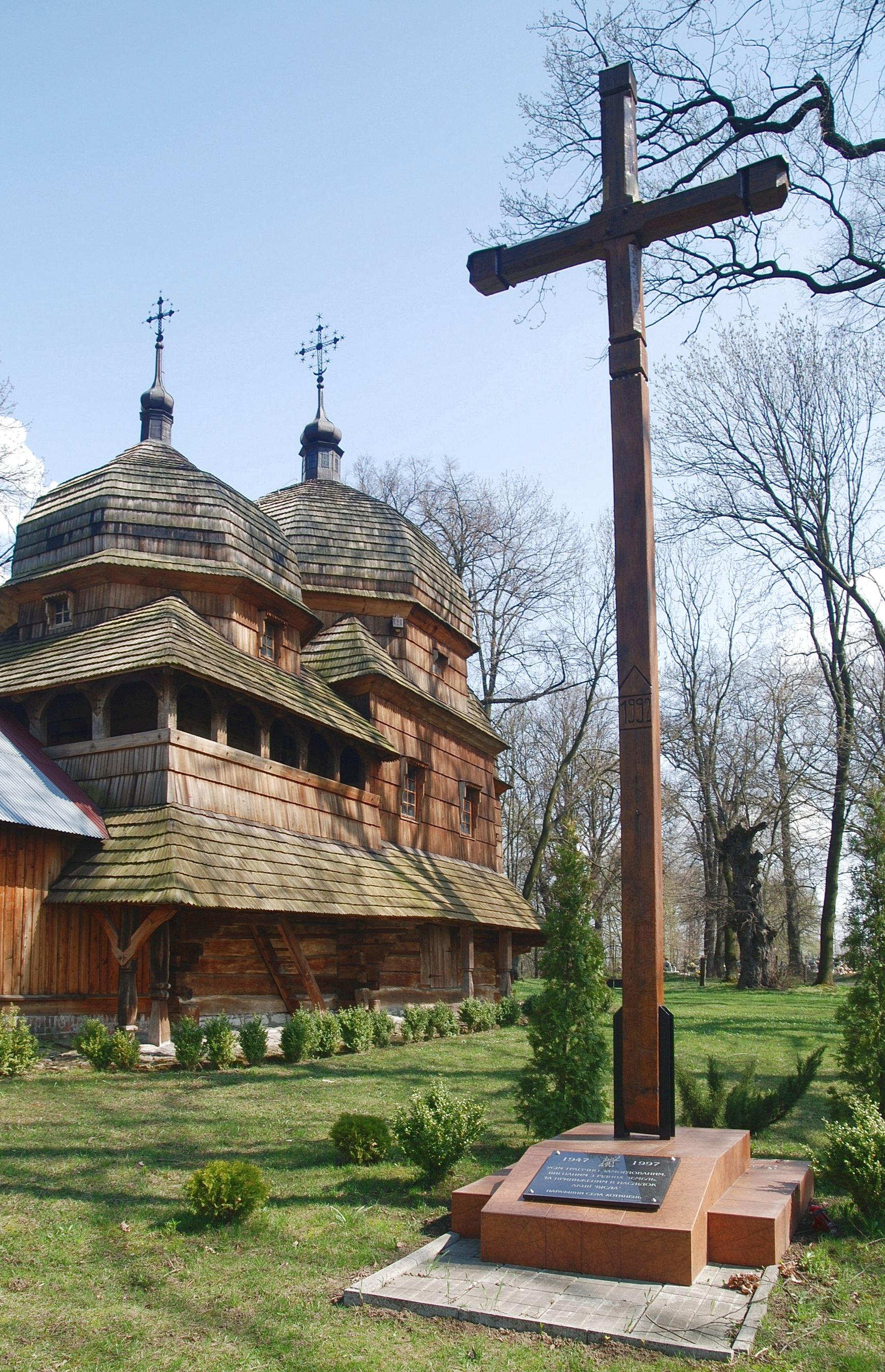
Pomnik
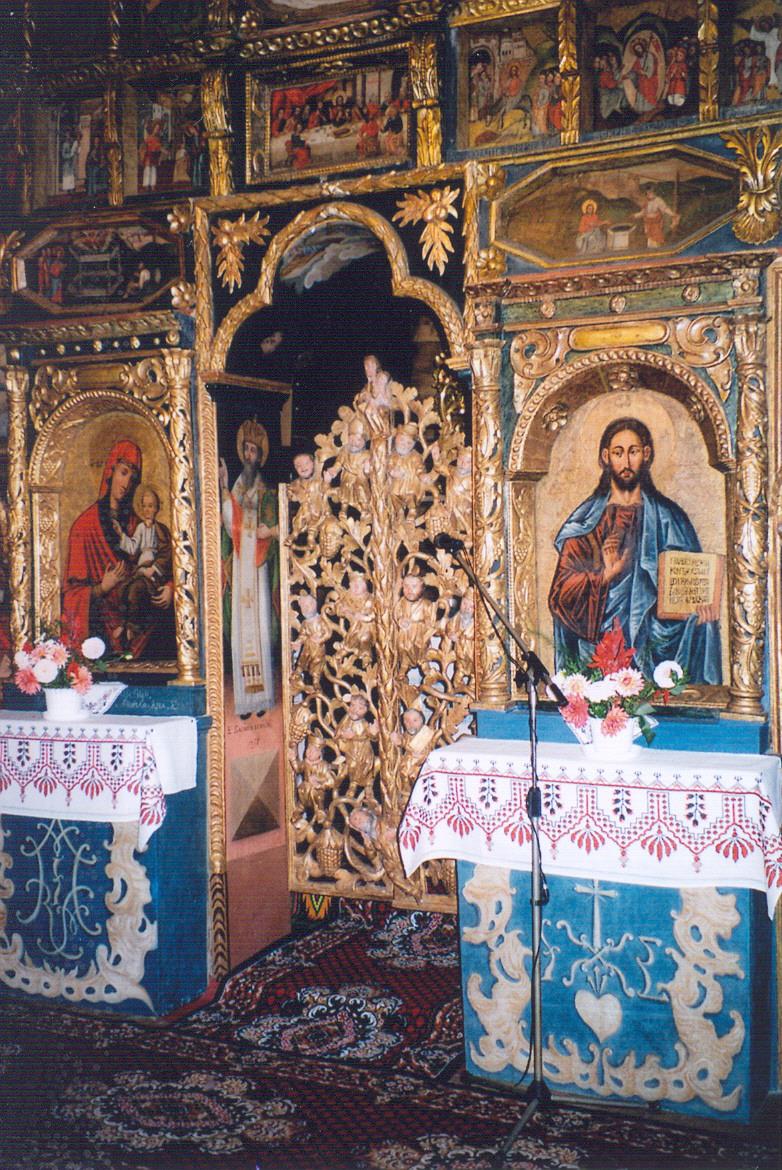
Wnętrze
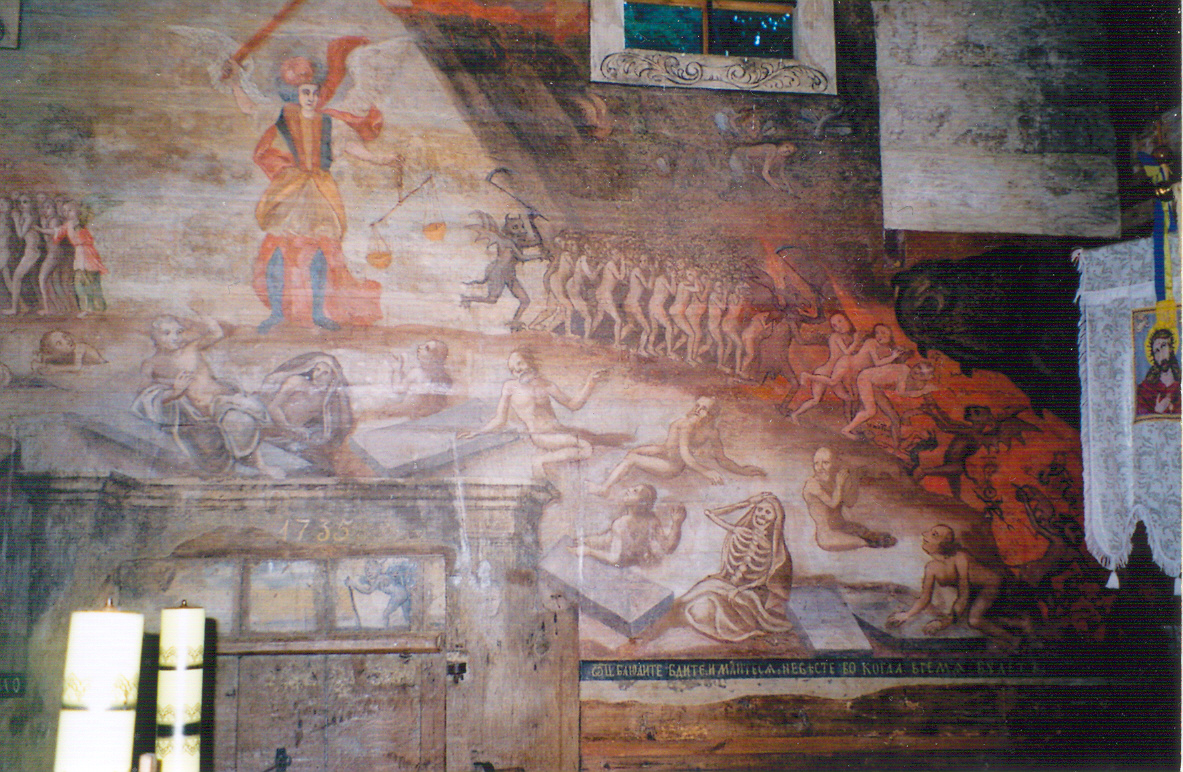
Wnętrze
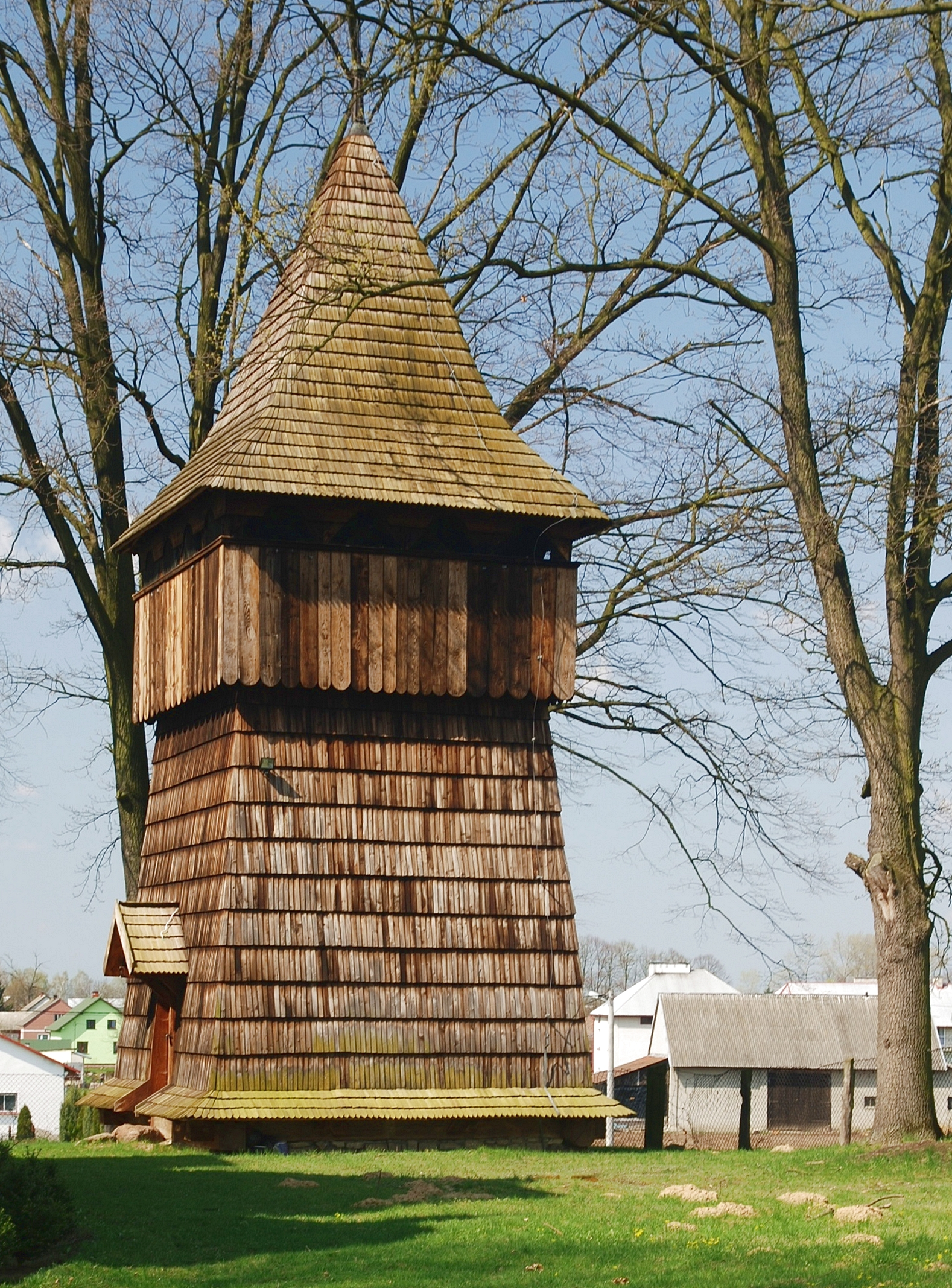
Dzwonnica